# Marquess (album)
Marquess — pierwszy album niemieckiego zespołu Marquess.

## Lista utworów
1. Mi Sentido (No Me Falta Nada Mas)
2. Que Calor
3. El Temperamento
4. Sorry & Goodbye
5. Solamente Tu (El Cajon)
6. Somebody's Dancing
7. No Te Sorprendas
8. Una Pregunta
9. El Camino
10. Io Pensa A Te
11. 2 Minutos

## Single
1. El Temperamento